# 地獄3人行
《地獄3人行》（英語：3 from Hell）是一部2019年美國恐怖片，由羅伯·殭屍執導、編劇和監製，雪莉·穆恩·殭屍、比爾·莫斯利、李察·布雷克、傑夫·丹尼爾·菲利普斯、迪·瓦勒斯、艾米里歐·李維拉、丹尼·崔喬與席德·海格主演。本片為2003年電影《猛鬼1000》和2005年電影《獵殺猛鬼公路》的續集；講述倖存的法爾弗利家族三人繼續在外作惡，同時遭到仇家的追殺。
與前兩部電影不同，《地獄3人行》2019年9月16日至18日透過深淵活動在美國院線有限上映，僅為期三晚。

## 劇情
在奧提斯、寶貝與史伯汀隊長在與警察的槍戰中奇蹟般地倖存下來，並因犯罪而受到審判。審判的報導在全國放送，這使狂熱支持者們提出抗議，堅持要求讓三人無罪釋放，並以「釋放三人」（Free the Three）聲稱他們的罪行是與體制抗爭的一種手段。儘管如此，三人均被判有罪並被判處無期徒刑。在最終裁決後，史伯汀隊長先行透過注射藥物的方式來處死。奧提斯和他同父異母的兄弟溫斯洛·福克斯沃斯·「福克西」·柯川趁在外頭工作時殺光警衛而逃亡。在此過程中，奧提斯還殺了以前曾害自己被抓的朗多（現同為囚犯）。同時，由於監禁後的精神狀態進一步惡化，使得寶貝未能成功申請假釋。
之後，奧提斯和福克西開始計劃將寶貝從監獄中釋放出來。為此，他們綁架了典獄長維吉爾的家人和朋友，以作為威脅。維吉爾遵照他們的命令，將偽裝成警衛的寶貝從監獄中偷偷帶出；寶貝與奧提斯和福克斯重聚後，便殺光了維吉爾等人。還不確定下一步行動的三人最終決定逃往墨西哥，但寶貝的狀況變得越來越不穩定，這讓他們的旅程變得緊迫。
奧提斯、寶貝和福克西設法成功越過邊境逃到了一座正在慶祝亡靈節的墨西哥小鎮並住在鎮上唯一一間的旅館。三人在忽略被認出的隱憂後，卻沒發現旅館主人實際上已經認出了身為通緝犯的三人，並私下將他們所在的位置告訴了朗多之子阿奎亞斯。旅館主人讓三人忙於當地的慶祝活動和妓女們，而阿奎亞斯則帶著幾名武裝殺手來到此地。第二天早上，寶貝和奧提斯在旅館員工賽巴斯汀的警告下，開始與敵方交火；奧提斯和他們分頭行動後，在找到了企圖逃走的旅館主人並殺了他。最後，寶貝和福克西被阿奎亞斯制服，而賽巴斯汀則因中槍而倒地。
阿奎亞斯要奧提斯現身後，奧提斯便開始與對方的一名手下用彎刀對決。受傷但仍活著的賽巴斯汀偷偷靠近來默默地釋放了福克西和寶貝。這激怒了阿奎亞斯，還使他的手下在刀戰中分心，讓原本佔下風的奧提斯趁機殺了對方取勝。奧提斯、寶貝和福克西設法制服了阿奎亞斯，但賽巴斯汀則在此過程中被槍殺。最後，三人放火將被綁在棺材中的阿奎亞斯燒死，並轉身離去。

## 演員
- 雪莉·穆恩·殭屍（英语：Sheri Moon Zombie）飾演維拉-愛倫·「寶貝」·法爾弗利（Vera-Ellen 'Baby' Firefly）
- 比爾·莫斯利飾演奧提斯·德瑞夫沃德（Otis Driftwood）
- 席德·海格飾演史伯汀隊長（英语：Captain Spaulding (Rob Zombie character)）
- 李察·布雷克飾演溫斯洛·福克斯沃斯·「福克西」·柯川（Winslow Foxworth 'Foxy' Coltrane）
- 傑夫·丹尼爾·菲利普斯（英语：Jeff Daniel Phillips）飾演典獄長維吉爾·達拉斯·哈柏（Warden Virgil Dallas Harper）
- 迪·瓦勒斯（英语：Dee Wallace）飾演葛蕾塔（Greta）
- 艾米里歐·李維拉（英语：Emilio Rivera）飾演「阿奎亞斯」（'Aquarius'）
- 李察·艾德森（英语：Richard Edson）飾演卡洛斯·佩洛（Carlos Perro）
- 凱文·傑克森（Kevin Jackson）飾演傑拉德·詹姆斯（Gerard James）
- 潘喬·莫勒爾（Pancho Moler）飾演賽巴斯汀（Sebastian）
- 史蒂芬·麥可·蓋薩達（英语：Steven Michael Quezada）飾演迪亞哥（Diego）
- 克林特·霍華（英语：Clint Howard）飾演寬馬褲先生（Mr. Baggy Britches）
- 巴瑞·波斯偉克（英语：Barry Bostwick）飾演旁白
- 丹尼·崔喬飾演朗多（Rondo）
- 小比爾·奧伯斯特（英语：Bill Oberst Jr.）飾演突擊隊員東尼（Tony Commando）
- 露辛達·珍妮（英语：Lucinda Jenney）飾演內布拉斯加（Nebraska）
- 奧斯汀·史托克（英语：Austin Stoker）飾演厄爾·吉布森（Earl Gibson）
- 大衛·尤瑞（英语：David Ury）飾演崔維斯·歐羅克（Travis O‘Rourke）
- 希薇亞·傑佛瑞斯（英语：Sylvia Jefferies）飾演希瑟·「星河」·葛倫（Heather 'Starship' Galen）
- 韦德·威廉姆斯飾演布福德·塔特爾（Buford Tuttle）

## 外部連結
- 互联网电影数据库（IMDb）上《地獄3人行》的资料（英文）
- AllMovie上《地獄3人行》的资料（英文）